# Tower Subway

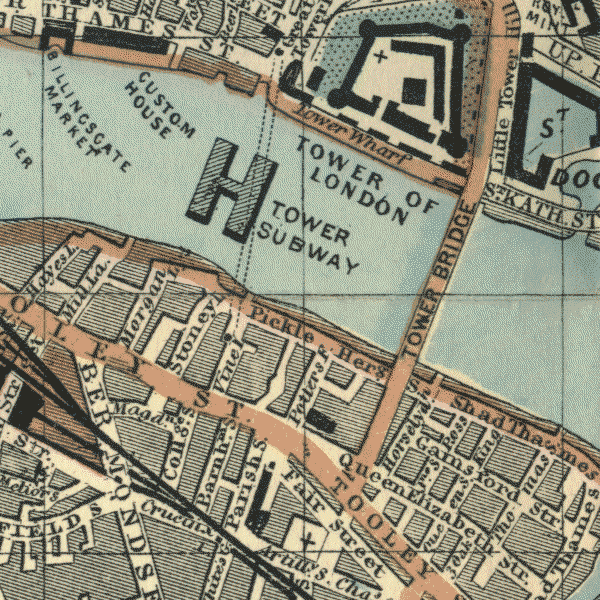
Lokalizacja Tower Subway (1895)

Tower Subway – tunel pod Tamizą w centrum Londynu między Tower Hill na północnym brzegu rzeki a ulicą Vine Lane na południowym. W roku 1869 przekopano 410-metrowy tunel przy użyciu żeliwnej tarczy wiertniczej, którą to metodę opracował w roku 1864 Peter William Barlow. W tunelu ułożono wąski tor o szerokości 0,76 m i od sierpnia 1870 roku drewniane wagoniki przewoziły pasażerów z jednego brzegu na drugi. System napędowy stanowiły wyciągarki kablowe znajdujące się na obu końcach tunelu. Pomysł nie sprawdził się ekonomicznie i wkrótce zlikwidowano linię, a tunel stał się przejściem dla pieszych, którzy mieli płacić pół szylinga brytyjskiego za wejście (korzystało z tej możliwości blisko miliona osób rocznie). Gdy w roku 1894 uruchomiono pierwszą prawdziwą linię londyńskiego metra tunel został zamknięty, a w roku 1898 przekazany wodociągom miejskim, w których gestii znajduje się do dzisiaj.

## Historia

### Budowa
W roku 1864 Peter William Barlow opatentował metodę wiercenia tuneli przy użyciu obrotowej tarczy żeliwnej lub stalowej, przy czym zabezpieczenie przed osiadaniem gruntu stanowić miała warstwa cegieł lub betonu. Opublikował w roku 1867 artykuł zapowiadający powstanie sieci tuneli obsługujących wagoniki dla 12 osób. W roku 1868 władze Londynu zdecydowały się na wydrążenie tunelu pod dnem rzeki pomiędzy Tower Hill i Pickle Herring Stairs w pobliżu Vine Street (obecnie Vine Lane), ale były trudności w znalezieniu wykonawcy. Trudności te wynikały z wcześniejszych doświadczeń związanych z powstawaniem Tunelu Tamizy, którego budowę rozpoczęto dopiero po pojawieniu się pierwszej oferty.
Prace rozpoczęły się w lutym 1869 roku od wykopania szybów wejściowych głębokości 18 m na północnym brzegu i 15 m na południowym. Drążenie właściwego tunelu rozpoczęto w kwietniu i – przy użyciu okrągłej tarczy – powstał tunel o długości 410 m i średnicy 2,026 m na głębokości 20 m pod lustrem wody. Tarcza przebijała się przez stabilną warstwę gliny, zalegającą 6,7 m pod dnem rzeki i warstwą miękkich aluwialnych osadów, które przysporzyły Brunelowi kłopotów przy wcześniejszej budowie Tunelu Tamizy. To, wraz ze skromniejszymi rozmiarami projektu, pozwoliło na szybkie ukończenie budowy. Śrubowe lewary popychały tarczę do przodu z szybkością 11,38 m tygodniowo. Odcinek pod dnem rzeki przekopany został w czternaście tygodni, a cały tunel ukończono w grudniu.

### Kolejka kablowa

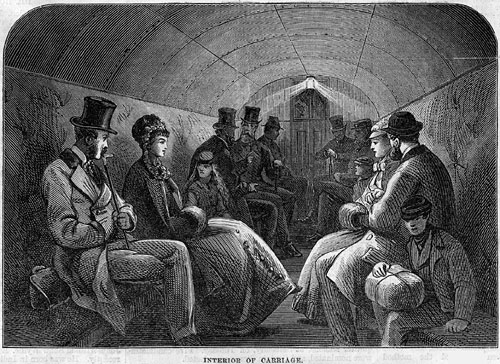
Wnętrze wagonu Tower Subway, 1870

Szyby wejściowe otrzymały windy parowe dla pasażerów. Na dnie tunelu ułożono torowisko o rozstawie szyn 0,76 m, po którym poruszał się pojedynczy wagonik dla 12 osób ciągnięty kablowo przez jedną z dwóch maszyn parowych umieszczonych na przeciwległych końcach. Tę podziemną kolejkę uruchomiono 2 sierpnia 1870 roku. Cena biletu pierwszej klasy wynosiła 2d., klasy drugiej 1d. (pasażerowie pierwszej klasy mieli prawo wyboru miejsca). System ten okazał się nierealistyczny, a projekt niedochodowy i już w grudniu przedsiębiorstwo zbankrutowało, a linia została zamknięta.

### Tunel dla pieszych
Wagonik i maszyny parowe zostały usunięte, w tunelu zainstalowano oświetlenie gazowe, a windy zastąpiono spiralnymi klatkami schodowymi. Tunel otwarto dla pieszych, od których pobierano ½d. opłaty i wkrótce stał się popularnym przejściem przez rzekę, z czego korzystało średnio 20 000 osób tygodniowo (milion rocznie). Głównymi użytkownikami byli „ludzie pracujący do tej pory zdani całkowicie na promy”. We wrześniu 1888 roku subway stał się na krótko ośrodkiem zainteresowania, kiedy to w tunelu pojawił się mężczyzna z nożem, co kojarzono z morderstwami, jakie popełniał w pobliskiej dzielnicy Whitechapel Kuba Rozpruwacz.
W swym Dictionary of London Charles Dickens Jr. tak komentował niewielkie rozmiary tunelu: „tam nie ma za dużo przestrzeni nad głową i nie doradza się nikomu, poza najniższymi z poddanych Jej Królewskiej Mości, próbować przejścia na wysokich obcasach lub w kapeluszu, do którego przywiązuje jakąś wartość”.

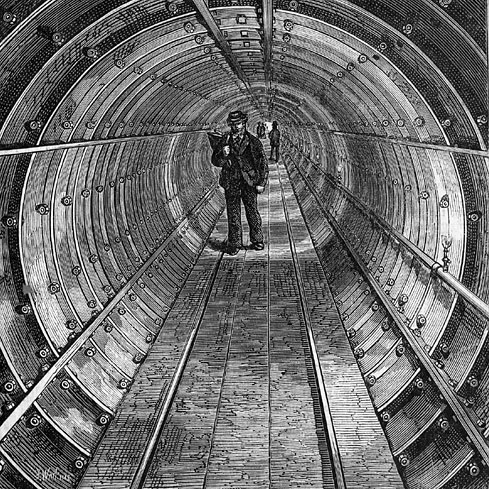
Tower Subway w roku 1870

Włoski pisarz Edmondo De Amicis (1846–1908) opisał przejście przez tunel w swych zapiskach z Londynu:

Zniknąłem z powierzchni świata, idąc w dół oświetlonymi spiralnymi schodami, które zagłębiają się w ziemi na prawym brzegu Tamizy, naprzeciwko Tower. Szedłem tak w dół i w dół pomiędzy dwiema obdrapanymi ścianami, aż znalazłem się w wejściu do gigantycznej żelaznej rury, która wydaje się falować jak grube jelito w ogromnym brzuchu rzeki. Wnętrze tej rury ma wygląd podziemnego korytarza, którego końca nie widać. Jest oświetlona przez rząd lamp płonących, tak daleko jak da się widzieć, światłem przyćmionym, jak lampy nagrobne; atmosfera jest mglista; idziesz wyraźnie pod napięciem nie napotykając żywej duszy; ściany pocą się jak te w akwedukcie; podłoga ugina się pod stopami niczym pokład statku; kroki i głosy ludzi idących z przeciwnego kierunku brzmią jak głosy z jaskini, a słyszysz je nim zobaczysz tych ludzi, ci zaś z daleka wyglądają jak wielkie cienie; jest w tym, mówiąc krótko, coś tajemniczego, co wywołuje w twym sercu niejasny niepokój. Gdy wreszcie dotrzesz do połowy tunelu i nie widzisz końca w żadnym kierunku, a czujesz ciszę katakumb i nie wiesz jak daleko jeszcze musisz iść, nagle przychodzi ci na myśl, że w wodzie nad tobą, w ciemnych głębinach rzeki, samobójcy szukają śmierci i że statki przepływają nad twoją głową i że gdyby doszło do pęknięcia w ścianie nie miałbyś nawet tyle czasu by polecić swą duszę Bogu; oh, jakże cudownie jest na słońcu! ...myślę że przeszedłem spory kawał drogi kiedy wreszcie dotarłem do wyjścia na lewym brzegu Tamizy; wszedłem na górę po schodach, takich samych jak poprzednie, i znalazłem się przed Tower of London.

W roku 1894 kilkaset metrów w dół rzeki otwarto niepłatny Tower Bridge, co spowodowało spadek dochodów subwayu. W 1897 roku parlament przegłosował ustawę zezwalającą na sprzedaż tunelu za 3000 funtów London Hydraulic Power Company (LHPC), co skutkowało zamknięciem ruchu pasażerskiego w roku następnym.

### Tunel techniczny

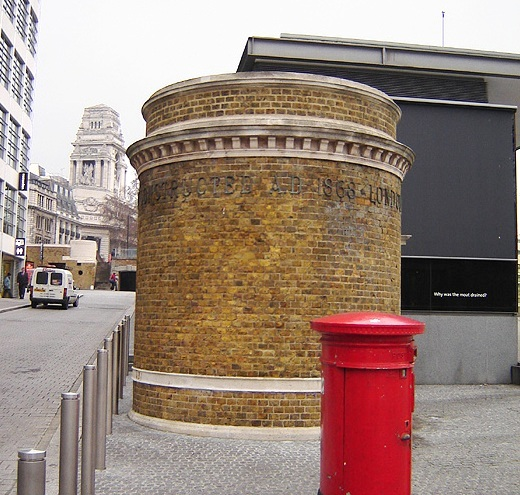
Północne wejście do Tower Subway

Po zamknięciu tunel był wykorzystywany do celów hydraulicznych przez LHPC, a także do przetaczania wody pitnej.
Został uszkodzony podczas II wojny światowej: niemiecka bomba wpadła do rzeki w grudniu 1940 roku i eksplodowała na dnie wprost nad tunelem. Siła eksplozji zgniotła w tym miejscu tunel zmniejszając jego pionową średnicę do ok. 120 cm, ale poszycie ścian nie uległo rozszczelnieniu. W czasie prac naprawczych okazało się, że tunel – nie licząc uszkodzenia bombą – przetrwał siedemdziesiąt lat użytkowania w doskonałym stanie.

## Subway dzisiaj
Chociaż tunel nie jest już wykorzystywany do celów hydraulicznych, wciąż służy do przetaczania rurociągami wody pitnej; biegną nim także przewody sieci telekomunikacyjnej.
Niewielki okrągły budynek wejściowy na północnym brzegu przetrwał do XXI wieku na Tower Hill tuż obok kas biletowych Tower of London, nieco na zachód od głównego wejścia do twierdzy-muzeum. Nie jest to oryginalne wejście; zostało zbudowane w latach dwudziestych XX wieku przez London Hydraulic Power Company; u szczytu biegnie napis zawierający datę pierwszej konstrukcji i litery LHPC. Wejście na południowym brzegu Tamizy zostało wyburzone w latach dziewięćdziesiątych, a w jego miejsce postawiono nowe, w niczym nie przypominające dawnego wejścia do tunelu.